# Bobby Keys

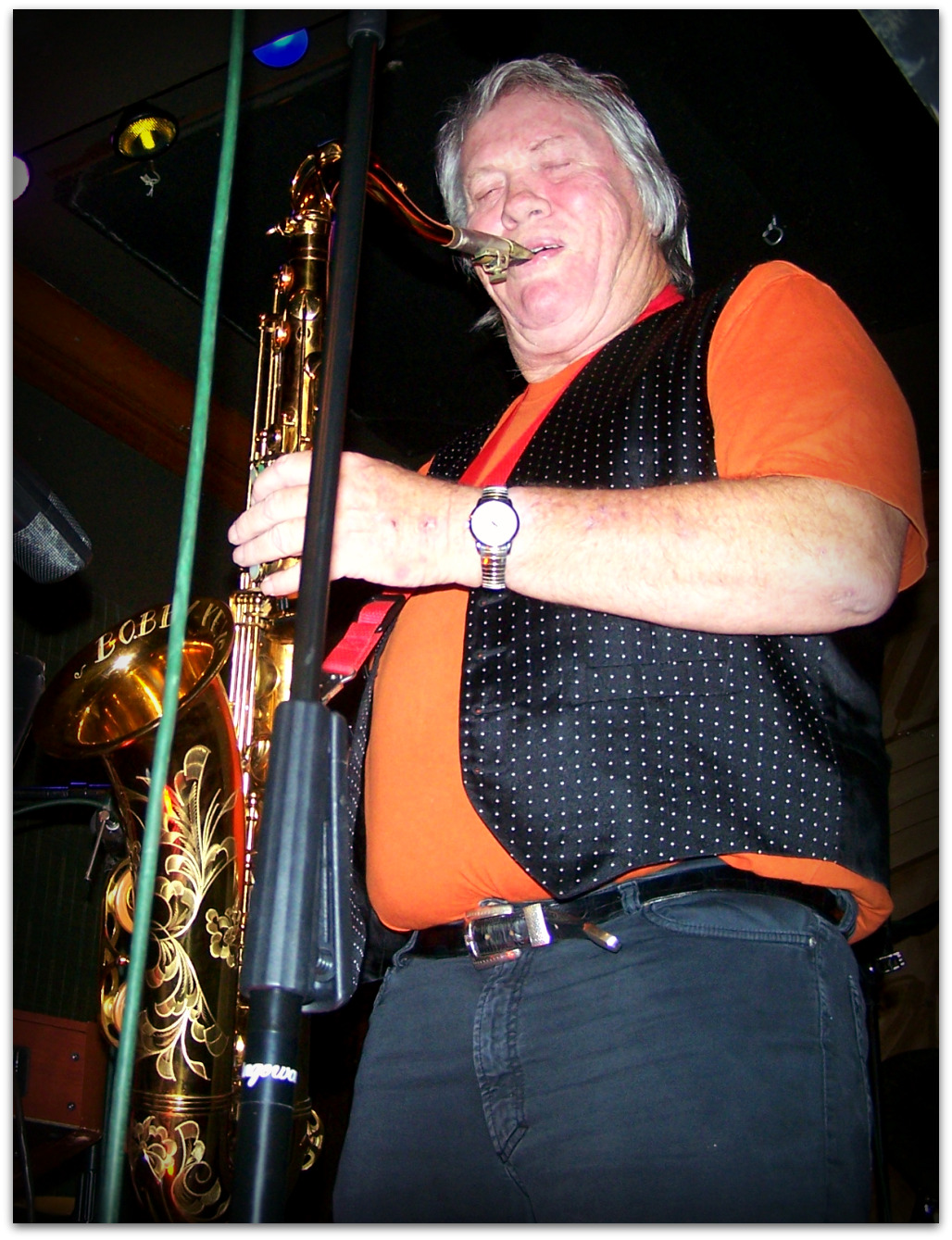
Bobby Keys (2009)

Robert Henry „Bobby“ Keys (* 18. Dezember 1943 in Slaton, Texas; † 2. Dezember 2014 in Franklin, Tennessee) war ein US-amerikanischer Musiker. Er war viele Jahre Saxophonist der aus England stammenden Blues- und Rockband The Rolling Stones.

## Leben und Wirken
Einen frühen Einfluss auf Keys’ Musikerkarriere übte der Bandleader und Saxophonist King Curtis aus. Noch als Teenager freundete sich Keys mit Buddy Holly an und spielte für eine kurze Zeit mit ihm zusammen. Er begleitete außerdem Bobby Vee und ging mit Künstlern wie Little Anthony, Little Eva, Major Lance, Billy Stewart und Freddy Cannon mit Dick Clark’s Caravan of Stars Tour auf Tournee.
Keys hörte die Rolling Stones erstmals 1964, als sie bei ihrer ersten US-Tournee Hollys Not Fade Away coverten, und war zunächst wenig begeistert. In den späten 1960er Jahren traf er Mick Jagger wieder und wurde ein enger Freund von Keith Richards. Zusammen mit Jim Price gehörte Keys zu dieser Zeit zu den begehrten Studiomusikern. Auf Einladung Jimmy Millers, des Produzenten von Let It Bleed, spielte er das Saxophonsolo auf Live With Me ein. Er hatte erheblichen Anteil am Sound der Band in den Jahren, in denen Sticky Fingers, Exile on Main St. und Goats Head Soup entstanden. Seinen bekanntesten musikalischen Beitrag lieferte Keys mit dem Saxophon-Solo zu Brown Sugar.
Die regelmäßigen Auftritte mit den Stones, erstmals bei der US-Tournee 1969, endeten, nachdem er 1973 auf deren Europa-Tour einen Auftritt verpasst hatte. Keys tingelte fortan einige Jahre als Mr. Brown Sugar durch amerikanische Clubs, spielte aber auch mit Joe Cocker, George Harrison, Ringo Starr, John Lennon und der Plastic Ono Band, z. B. bei dem  Stück Power to the People.
Nach einigen Gastspielen bei den Stones holte ihn Keith Richards 1989 zur Steel-Wheels-Tournee zurück zur Band. Vor der Tour spielte Keys bereits in Keith Richards’ Soloband, den X-Pensive Winos, denen er auf ihren beiden Tourneen angehörte. Seit der Steel-Wheels-Tour war Bobby Keys wieder festes Mitglied der Rolling-Stones-Tourband und war bis zu seinem Tod an allen folgenden Tourneen (Voodoo Lounge, Bridges to Babylon, No Security, Forty Licks, A Bigger Bang, 50 & Counting... und 14 on Fire) beteiligt. 2001 spielte er auf Carl Carltons erstem Soloalbum und bei der dazugehörigen Tournee. Während der 14-on-Fire-Tournee der Rolling Stones (2014) gehörte Keys zur Band, konnte aber aus gesundheitlichen Gründen die Auftritte in Australien und Neuseeland im Oktober und November nicht mehr absolvieren. Karl Denson wurde daraufhin für diese Etappe als zweiter Saxophonist engagiert.
Keys starb am 2. Dezember 2014 im Alter von 70 Jahren in seinem Zuhause in Franklin, Tennessee. Laut dem Keyboarder Michael Webb, der in Bobby Keys’ Band The Suffering Bastards spielte, hatte Keys an einer Krebserkrankung und drohendem Leberversagen gelitten.

## Trivia
- Bobby Keys und Keith Richards sind am selben Tag geboren.
- Die bekannteste Filmszene von Keys ist wohl der Ausschnitt aus einer (nie offiziell erschienenen) Tournee-Dokumentation um 1972/73, in dem er und Keith Richards zusammen einen Fernseher aus einem Hotelzimmer werfen, der auf dem Hotelhof zerschellt.

## Diskografie
- The Rolling Stones: Let It Bleed, Sticky Fingers, Exile on Main St, Goats Head Soup, Emotional Rescue, Stripped
- Joe Cocker: Mad Dogs and Englishmen
- George Harrison: All Things Must Pass
- John Lennon: Some Time in New York City, Walls and Bridges, Rock ’n’ Roll
- Keith Richards: Talk Is Cheap, Live at the Hollywood Palladium
- Ringo Starr: Ringo, Goodnight Vienna
- Ron Wood: 1234, Gimme Some Neck, Mahoney’s Last Stand
- Audience: Lunch
- B. B. King: B. B. King in London
- Barbra Streisand: Barbra Joan Streisand
- Carly Simon: No Secrets, Hotcakes
- Chuck Berry: Hail! Hail! Rock ’N’ Roll
- Delaney & Bonnie & Friends: On Tour with Eric Clapton
- Donovan: Cosmic Wheels
- Dr. John: The Sun, Moon & Herbs
- Eric Clapton: Eric Clapton
- The Faces: Long Player
- Harry Nilsson: Nilsson Schmilsson, Pussy Cats
- Humble Pie: Rock On
- Joe Ely: Lord of the Highway
- John Hiatt: Beneath this Gruff Exterior
- Kate & Anna McGarrigle: Kate & Anna McGarrigle
- Keith Moon: Two Sides of the Moon
- Leo Sayer: Endless Flight
- Lynyrd Skynyrd: Second Helping
- Marvin Gaye: Let’s Get It On (deluxe edition)
- Renée Geyer: Renée Geyer (Portrait)
- Sheryl Crow: The Globe Sessions
- The Crickets: Double Exposure
- Yoko Ono: Fly